# Bovsunî, Luhînî
Bovsunî (în ucraineană Бовсуни) este localitatea de reședință a comunei Bovsunî din raionul Luhînî, regiunea Jîtomîr, Ucraina.

## Demografie
Componența lingvistică a localității Bovsunî
     Ucraineană (98,87%)
     Rusă (1,13%)
Conform recensământului din 2001, majoritatea populației localității Bovsunî era vorbitoare de ucraineană (98,87%), existând în minoritate și vorbitori de rusă (1,13%).